# Уилан, Юджин
Юджин Фрэнсис «Джин» Уилан,  Родился 7 ноября 1924 года. Умер 19 февраля 2013 года. Канадский политик, член палаты общин с 1962 по 1984 год  Сената с 1996 по 1999 год. Он был также министром сельского хозяйства в 2х правительствах Пьер Трюдо с 1972 по 1976 и с 1980 по 1984 годы. Во время его карьеры, он встречался с королевой Елизаветой II, помогал Ричарду Никсону в “открытии” Китая, и сыграл роль катализатора в процессе падения железного занавеса и окончания холодной войны. 

## Ранние годы
Юджин Уэлан  родился в Амерстберг, Онтарио, средний из девяти детей, родившихся у  Ирландско-канадских фермеров Чарльза  Уэлана и Франсуазы  Келли. В 16 лет, Уэлан бросил школу и некоторое время работал в качестве сварщика и слесаря , прежде чем вернуться в сельское хозяйство.

## Политическая карьера
Уэлан вошел в муниципальную политику в возрасте 21 лет и на удивление выиграл выборы в совета по школам округа Андердон. отдельной школе Совета Anderdon Тауншип, , которое управляет католической школы. Он был избран советником в поселке Рив п, став старостой в округе Эссекс
Уэлан впервые получил место в палате общин в 1962 , и представлял округ до отставки в 1984 году.

### Министр сельского хозяйства
В 1972 году Уилан был назначен министром сельского хозяйства в кабинете Трюдо, и занимал эту должность вплоть до 1984 г., за исключением периода 1979-1980 когда правительство возглавлял Джо Кларк .

### Катализатор для российскойперестройки
Во время его последнего срока на посту министра сельского хозяйства, Уэлан очень подружился с Александром Яковлевым,  послом  Канады СССР,,  Пьер Трюдо поговорил с ним чтобы получить уверенность в том, что Уэлан не разглашать государственные секреты, так как министр является членом Совета Обороны, когда Михаил Горбачёв, тогдашний секретарь ЦК КПСС по  сельскому хозяйству, приехал в Канаду в 1983 году Яковлев познакомил Горбачева с Уэланом, которые устроил трехнедельное путешествие по Канаде для советских чиновников, в сопровождении  Уэлана.
В конце путешествия Уэлан пригласил Горбачёва в свой дом в Амхерстбурге. В это время Уэлан и Горбачёв дискутировали по разным вопросам политики. Эта дискуссия дала "путь к изменению мира".

## Семья
Его дочь Сусанна Уэлан  c 2001 по 2003 была министром внешней торговли в правительстве Канады.